# Đoạn Kavkas
Đoạn Kavkas, tên khoa học Tilia rubra, là một loài thực vật có hoa trong họ Cẩm quỳ. Loài này được DC. miêu tả khoa học đầu tiên năm 1813.